# Jean Théodoridès
Jean Phrixos Théodoridès (né le 11 juin 1926 à Paris et mort le 31 décembre 1999 à Paris,) est un parasitologiste et historien des sciences biologiques et médicales,.

## Biographie
Il soutient en 1950, à Paris, une thèse de doctorat en sciences sur les parasites et phorétiques de coléoptères ; il est également titulaire d’un doctorat en lettres.
« Entré au CNRS en 1949, il effectua la majeure partie de sa carrière au laboratoire d'Évolution des Êtres Organisés. Pendant plus de trente ans, il y poursuivit l’étude des grégarines, classe des Apicomplexa exclusivement représentée chez les invertébrés. Il restera le spécialiste mondial de ces protozoaires parasites auxquels il a consacré près de 100 publications. Avec Pierre-Paul Grassé, il entreprit en 1955 l'étude des grégarines en microscopie électronique et c'est ce matériel qui révéla la présence de l’ergastoplasme chez les protozoaires. Directeur de recherche au CNRS, il fut le premier président non médecin de la Société Française d’Histoire de la Médecine. Il était membre de la Royal Society of Medicine. »
Théodoridès était aussi membre de l'Académie Internationale d'Historie des Sciences.

## Œuvre
Parmi ses ouvrages d'histoire des sciences biologiques et médicales, on citera :
- Histoire de la zoologie des origines à Linné, écrite avec Georges Petit ;
- Histoire de la Rage qui lui valut un prix de l’Académie des Sciences en 1986 ;
- Des miasmes aux virus, 1991, Pariente ;
- Histoire de la Biologie, coll. « Que sais-je ? », 1re éd., 1965, 7e éd., 2000.

En tant qu'historien des sciences biologiques et médicales, il a étudié et produit de nombreuses publications sur Casimir Davaine, un médecin et chercheur français jusque-là méconnu, premier à démontrer le caractère pathogène de certains microorganismes:
- Casimir Davaine et les débuts de la bactériologie médicale, Palais de la Découverte, 1964
- Un grand médecin et biologiste, Casimir-Joseph Davaine (1812-1882), Pergamon Press, 1968
- Jean Théodoridès, Casimir Davaine (1812-1882) a precursor of Pasteur, Med Hist. 1966 Apr;10(2):155-65 (en)[PDF]
- Articles sur Casimir-Joseph Davaine, 241.Hist. Sci. Méd. 194. p. 241–287 / 1975. p. 213–230 / 1982. p. 263–266